# Ministarstvo domovinske sigurnosti Sjedinjenih Američkih Država
Ministarstvo domovinske sigurnosti SAD-a (engl. Department of Homeland Security) je ministarstvo u SAD-u 
stvoreno nakon Napada 11. rujna zaduženo za sigurnost i zaštitu teritorija Sjedinjenih Država od terorističkih prijetnji, namjerno izazvanih nesreća i prirodnih katastrofa. Dok je Ministarstvo obrane zaduženo za vojsku i vojne operacije, Ministarstvo domovinske sigurnosti radi na civilnom djelokrugu štiteći Sjedinjene Države unutar i izvan njezinih granica. Cilj Ministarstva je pripremiti se, spriječiti i odgovoriti na domaće hitne slučajeve, posebno terorističke.
S više od 200.000 zaposlenih Ministarstvo domovinske sigurnosti je najveće ministarstvo u Kabinetu SAD-a, poslije Ministarstva obrane i Ministarstva ratnih veterana. Politika Ministarstva je koordinirana od strane Bijele kuće. Na čelu Ministarstva domovinske sigurnosti je ministrica Janet Napolitano koja je pripadnica Kabineta SAD-a.

## Sustav opreza Ministarstva državne sigurnosti
12. ožujka 2002., stvoren je Sustav opreza Ministarstva državne sigurnosti po direktivi Predsjednika da se učinkovito širi vijest u slučaju terorističkog napada na SAD. Zato je stvorena tablica u različitim bojama tj. Sustav opreza od 5 razina. Prva razina prikazuje i predstavlja niski rizik od terorističkih napada, druga razina predstavlja opći rizik od terorističkog napada, treća razina predstavlja značajan rizik od napada, četvarta razina predstavlja visok rizik od napada, a peta razina predstavlja ozbiljan rizik od terorističkih napada.